# Onn Jaafar
Onn bin Dato' Jaafar (n. Bukit Gambir, 12 de febrero de 1895 - Johor Bahru, 19 de enero de 1962) fue un periodista, político, líder nacionalista y estadista malayo que fungió como Menteri Besar (Gobernador) del Estado de Johor durante la fundación de la Federación Malaya, antes de la fundación de Malasia. Durante su mandato estableció la Autoridad de Desarrollo Industrial Rural (RIDA), que sería la principal responsable del bienestar económico de los malayos.
Hijo del primer Menteri Besar de Johor, Jaafar Muhammad, Onn fue un vocal crítico del gobierno colonial británico sobre la región de Malaya y sobre las políticas del sultán Ibrahim de Johor, con quien tuvo una tensa relación incluso durante su período como Menteri Besar. Estuvo exiliado en Singapur en la década de 1930, siendo invitado a retornar por el propio sultán recién en 1936 debido a lo popular que se estaban volviendo sus escritos con respecto a los sufrimientos de los malayos.
En 1946 fundó la Organización Nacional de los Malayos Unidos (UMNO), partido que dominaría la vida política de su país durante los siguientes setenta años y del que sería expulsado en 1951 durante una lucha de poder contra Tunku Abdul Rahman. Los principales motivos para la disputa eran la actitud cada vez más racista de la dirigencia del partido, mientras que Onn deseaba que la UMNO se expandiera a todas las razas en la federación y se convirtiera en un partido multirracial, oponiéndose a la idea de un gobierno racialista, actitud que no obstante mantendría la UMNO durante todo su gobierno sobre Malasia una vez fundada (1955-2018). Sin embargo, también era reticente a comunicarse con otros líderes importantes de las demás razas, como Tan Cheng Lock de la Asociación China Malaya (MCA).
Tras su expulsión fundó el Partido Nacional (PN), por el que resultaría electo diputado en las elecciones de 1959. Falleció en el cargo en 1962.